# 上光蟾魚
上光蟾魚（学名：Porichthys ephippiatus），為輻鰭魚綱蟾魚目蟾魚科的其中一種，分布於中西大西洋區，從南加州灣到特萬特佩克地灣海域，棲息深度15-142公尺，體長可達11.8公分，為底棲性魚類。